# Santa Brigida a Campo dei Fiori
Santa Brigida a Campo dei Fiori är en romersk-katolsk klosterkyrka tillägnad Heliga Birgitta, Birgittinordens grundare och en av Europas tre skyddspatroner. Kyrkan är belägen vid Piazza Farnese i Rione Regola i Rom och utgör Sveriges nationskyrka där. Santa Brigida tillhör församlingen San Lorenzo in Damaso.

## Historia
Ett kapell byggdes under påve Bonifatius IX:s pontifikat (1389–1404). Det övergavs dock och en ny kyrka uppfördes 1513 av biskop Peder Månsson till Birgittinorden. Han stannade i Rom och var under en tid prokurator för konventet och det var här som han den 1 maj 1524 vigdes till biskop för Västerås stift. Kyrkan restaurerades även under tidigt 1700-tal av påven Clemens XI. Påven Leo XII skänkte kyrkan och klostret till Santa Maria in Trasteveres kaniker 1828. Dessa hade dock inte råd att underhålla den utan skänkte i sin tur kyrkan till det franska ordenssällskapet Heliga Korsets kongregation år 1855. De rustade upp kyrkan och återställde Heliga Birgittas rum. Därefter tog en polsk gren av Karmelitorden över 1889–1930, då den återlämnades till Birgittinorden. Kyrkans målningar restaurerades 1991 inför 600-årsjubileet av Heliga Bigittas kanonisering.

## Arkitektur
Fasaden formgavs av Andrea Fucigna 1705. Den kröns av skulpturer föreställande Heliga Birgitta och hennes dotter Katarina av Vadstena. På 1800-talet företogs mindre ändringar, bland annat på fönstrens form. Kampanilen uppfördes 1894. Omgivningarna har ändrats desto mer. Kyrkans namn betyder ungefär Heliga Birgittas kyrka vid blomsterängarna. Blomsterängarna försvann redan på medeltiden men fick ge namn åt området. Efter uppförandet av andra byggnader runt Piazza Farnese är det ett annat torg i närheten som kallas Campo de' Fiori.

## Interiör
Det finns två fontäner för vigvatten, gjorda i marmor. Den högra bär Farnesefamiljens lilja och placerades när kardinal Odoardo Farnese var prokurator för klostret 1601–1626. Den vänstra har Karmelitordens vapensköld. På en marmorskål i sakristian finns familjen Orsinis sköld.
Vid ingången finns två dörrar: den ena leder till den nya sakristian och den andra till Sankt Richards kapell. Kapellet är namngivet och helgat åt Birgittinordens viktigaste martyr, munken Richard Reynolds, som led martyrdöden i London 1535.
På den högra sidan finns Nils Karlsson Bielkes kenotaf. Bielke var ättling till en av Heliga Birgittas bröder, och flyttade till Rom, där han år 1731, inför påven Clemens XII, konverterade till katolicismen, och dog 1765. Hans gravplats är okänd. Mittemot finns Katarina av Vadstenas altare. Det gjordes om 1894 föreställande Heliga Birgitta och Teresa av Ávila. När kyrkan överläts till Birgittasystrarna, ändrades bilden så att Teresa kom att representera Katarina.
I kyrkan finns sex målningar av Biagio Puccini, utförda åren 1702–1705. De återger scener ur Birgittas liv och i taket målade han ytterligare en fresk, utförd 1709–1711.

## Katarina av Vadstenas kapell
I kryptan finns Katarina av Vadstenas kapell, tillägnad Heliga Birgittas dotter 1972. Kapellet har 70 sittplatser.
Kapellet brukas även av Svenska kyrkan, varvid evangelisk-lutherska gudstjänster hålls söndagar och torsdagar.

## Klostret
Kyrkan är en del av Birgittasystrarnas kloster. Byggnaden ägdes av Francesca Papazurri, som blev god vän med Heliga Birgitta 1350. Det var då känt som ”Palatium Magnum”, det stora palatset. Heliga Birgitta bodde där 19 år och hennes rum har bevarats. Huset donerades till Birgittasystrarnas moderkloster i Vadstena och användes som härbärge av svenska pilgrimer. 
Under reformationen fungerade klostret som tillflyktsort för flera svenska katoliker som inte ville konvertera. Sveriges siste katolske ärkebiskop Johannes Magnus bodde här. Olaus Magnus satte upp en tryckpress och på den tryckte han upp Heliga Birgittas uppenbarelser 1577. Drottning Kristina bodde i klostret under sin exil från 1673 till sin död 1689.
Det är möjligt att besöka rummen som tillhör den heliga Birgitta och hennes dotter den heliga Katarina, den första abbedissan i Birgittinernas systrar. Rummen innehåller reliker från de två helgonen och är dekorerade med målningar från helgonens liv. Den judiske konstnären Édouard Brandon är ansvarig för konstverken i den heliga Birgittas rum.

## Konstverk i urval
- Biagio Puccini – Den heliga Birgittas förhärligande
- Biagio Puccini – Den heliga Birgittas kommunion
- Biagio Puccini – Jungfru Maria kröner den heliga Birgitta
- Biagio Puccini – Den heliga Birgitta i hänryckning inför Jungfru Maria
- Domenico Guidi – Den heliga Birgitta (relief)
- Attilio Palombi – Den heliga Katarina stoppar Tiberns översvämning

## Bilder
| - Santa Brigida på Christian Hülsens karta över det medeltida Rom från år 1927. |